# Кристина Кастаньо
Кристина Кастаньо (на испански: Cristina Castaño Gómez) е испанска филмова и театрална актриса.

## Биография и творчество
Родена е в малкото китно градче Вилалба. Работи като модел преди да стане актриса.
Тя е известна с ролята си на Юдит в „Новите съседи“, където се присъединява в 3-ти сезон. През май 2016 г. актрисата съобщава, че напуска поредицата на Телесинко, защото иска да участва в нови проекти. Така актрисата участва в общо 7 сезона (от 3-ти до 9-и).
Първият ѝ нов проект, след като напуска „Новите съседи“, е в телевизионната поредица „В края на пътя“.

## Избрана филмография
- „Компаниерос“, 1999 г.
- „Алцхаймер“, 2000 г.
- „XXL“, 2004 г.
- „Централна болница“, 2005 г.
- „Хередерос“, 2007 – 2008 г.
- „Комисарият“, 2008 – 2009 г.
- „Новите съседи“, 2009 г. – 2016 г.
- „В края на пътя“, 2017 г.
- „Елитно тяло“, 2017-2018 г.